# Agnac (Aveyron)
Agnac era una comuna francesa que estaba situada en el departamento de Aveyron, de la región de Occitania, que en 1837 pasó a formar parte de la comuna de Druelle, por fusión simple.

## Demografía
En 1793 tenía 120 habitantes.